# Virman Cusenza
Virman Cusenza (Palermo, 16 agosto 1964) è un giornalista e dirigente d'azienda italiano. Dal 2009 è stato direttore de Il Mattino di Napoli, per poi approdare alla direzione de Il Messaggero nel 2012. Da giugno 2023 è Direttore Comunicazione di Acea.

## Carriera
Dopo aver conseguito la laurea in Lettere Moderne presso l’Università degli Studi di Palermo, ha intrapreso la carriera giornalistica nel 1984 collaborando prima con il Giornale di Sicilia e, successivamente, con I Siciliani.
Tre anni più tardi si trasferisce a Milano per lavorare come praticante per Il Giornale, quotidiano fondato e diretto da Indro Montanelli. Divenuto professionista nel 1989, si è occupato prima di cronaca giudiziaria e di politica interna, seguendo le principali inchieste sulla mafia e le vicende della stagione di Tangentopoli, per poi passare nel 1992 alla redazione romana del quotidiano in qualità di cronista parlamentare.
Ha collaborato nel 1998 in qualità di curatore al programma di inchieste “Uno di notte”, in onda su Rai 1 con la firma di Andrea Purgatori e di Alfonso Madeo.
Dal 1998 ha lavorato per Il Messaggero come editorialista e capo del servizio politico, ruoli ricoperti fino al 2007. Nello stesso anno è stato anche ospite della testata londinese The Independent per studiarne il modello editoriale.
Al suo rientro in Italia, nel gennaio 2008, Cusenza è stato nominato vicedirettore de Il Mattino di Napoli, di cui ha assunto la direzione nell’agosto 2009. A dicembre 2012 è tornato a Il Messaggero in qualità di direttore, incarico ricoperto fino al dicembre 2020.
Cusenza si è nuovamente occupato di produzioni televisive nel settembre 2020, siglando un accordo di collaborazione fino al maggio 2023 con il comparto documentari della società britannica Fremantle. Da gennaio a giugno 2023 è stato anche editorialista del settimanale L'Espresso .
A giugno 2023 è stato nominato Direttore Comunicazione di Acea.

## Pubblicazioni
- Virman Cusenza, Giocatori d'azzardo. Storia di Enzo Paroli, l'antifascista che salvò il giornalista di Mussolini, Mondadori, 2022, ISBN 9788804745945

## Premi e riconoscimenti
- Premio Ischia internazionale di giornalismo, per i servizi pubblicati in occasione dei 150 anni dell'Unità d'Italia (2011)[8]
- Premio "Guido Carli" Internazionale per il Giornalismo (2014)[4]
- Premio Internazionale di Giornalismo "Biagio Agnes", per la sezione Carta Stampata (2015)[9]
- Premio Simpatia, "oscar capitolino" per l'impegno nel sociale (2016)[10]
- Premio Riviera dei marmi, premio internazionale di poesia, letteratura, giornalismo e narrativa (2018)[11]
- Premio Internazionale di Giornalismo "Biagio Agnes", per la categoria Giornalista Scrittore (2022)[12]